# Yanna McIntosh
Yanna McIntosh (nacida en 1970), a veces acreditada como Yanna MacIntosh, es una actriz de teatro, cine y televisión canadiense nacida en Jamaica.

## Primeros años
McIntosh asistió a la Universidad de Toronto y al Instituto de Formación Teatral Avanzada de la Universidad de Harvard, en el que se formó para actuar en producciones teatrales. Enseñó a estudiantes de teatro en la Escuela Nacional de Teatro de Canadá y en el Humber College.

## Carrera
Los créditos teatrales de Yanna McIntosh incluyen a Petruchio en La fierecilla domada, Hedda en Hedda Gabler, Mary en Mary Stuart de Friedrich Schiller, y Condoleezza Rice en Stuff Happens de David Hare.
Los papeles recurrentes más notables de McIntosh en series de televisión incluyen al Dr. Currie en el breve drama médico de los 90 Side Effects, Jenni Hernandez en Riverdale, Edna Myles en The Eleventh Hour, Dr. Rollins en Blue Murder, Zona Robinson en This is Wonderland y Sra. Dymond en el drama adolescente canadiense Samantha Best. Ha protagonizado varias películas hechas para televisión, como Atomic Train (1999), en la que interpretó a Christina Roselli, Strange Justice (1999), en la que interpretó a Jeanette, Deliberate Intent (2000), en la que interpretó a Elaine, Crown Heights (2004), Chasing Freedom (2004), en la que interpretó a Ruth, Reversible Errors (2004), en la que interpretó a Genevieve Carriere, Doomstown (2006), en la que interpretó a Pat Barrows, Why I Wore Lipstick a My Mastectomía (2006), en la que interpretó a la Dra. Crone, They Come Back (2007), en la que interpretó a Naketha, y Matters of Life and Dating (2007). Ella le da voz a la jirafa Jenny en otro programa de televisión animado canadiense llamado Willa's Wild Life. Algunas de sus apariciones en películas y películas directas a video incluyen a Nicole en Spooky House (2000), Penny Mills en Full Disclosure (2001), Teddy Vargas en The Sentinel (2006) y Diana en Finn's Girl (2007). Otros papeles incluyen Down in the Delta (1998), John Q (2002) y Heaven on Earth (2008).
En 2011, McIntosh interpretó el papel protagónico de Mama Nadi en la obra Ruined, ganadora del Premio Pulitzer, de Lynn Nottage, producida por Obsidian Theatre y Nightwood Theatre.
En 2014, interpretó a Cleopatra en una producción del Festival de Stratford de Antonio y Cleopatra de William Shakespeare. La producción también fue filmada para la serie de CBC Television CBC Presents the Stratford Festival como Antonio y Cleopatra; McIntosh obtuvo una nominación al Canadian Screen Award como mejor actriz en una película para televisión o miniserie en el 4th Canadian Screen Awards por el papel.
En 2019, McIntosh se unió a la producción de San Francisco de Harry Potter y el legado maldito como Hermione Granger.

## Recepción
En su artículo de 2007 sobre el papel de McIntosh como María Estuardo en la obra de Friedrich Schiller del mismo nombre, el crítico teatral Richard Ouzounian del Toronto Star describió a McIntosh como capaz de realizar buenas interpretaciones en papeles teatrales difíciles, y tituló su artículo "Ningún papel es demasiado atrevido para Estrella María Estuardo". En su reseña posterior de la obra, Ouzounian, quien calificó la obra con dos estrellas sobre cuatro, afirmó que el papel de McIntosh como Stuart y el papel de Nancy Palk como Isabel I de Inglaterra estaban entre los pocos momentos destacados que vio en la obra.
Su interpretación de Pat Barrows en la película para televisión Doomstown de 2006 le valió a Yanna McIntosh el Premios Gemini 2007 a la mejor interpretación de una actriz en un papel secundario destacado en un programa dramático o miniserie. Por su actuación teatral, ha recibido seis nominaciones al premio Dora Mavor Moore en la categoría de Mejor Actriz. Ganó el premio dos veces; una vez para Belle de Florence Gibson y otra vez para Valley Song de Athol Fugard.
En 2011, McIntosh se convirtió en la primera persona en ganar el Premio de la Crítica de Teatro de Toronto a la Mejor Actriz en una Obra por su actuación en Ruined. Por este papel, también ganó el premio Dora Mavor Moore 2011 a la mejor interpretación femenina en un papel principal.

## Filmografía

### Películas
| Año  | Título              | Papel                        |
| ---- | ------------------- | ---------------------------- |
| 2006 | The Sentinel        | Teddy Vargas                 |
| 2002 | Bloodwork           | Patrica                      |
| 2021 | Om                  | Asistente de llamada de Zoom |
| 2022 | Om Reunion          | Príncipe Edwin               |
| 2022 | Nehra! We Are India | Bestie                       |
| 2022 | Slumberland         | Carla                        |
| 2023 | Anvaya's Adventure  | Ella misma                   |

### Televisión
| Año        | Título                                      | Papel                  | Notes                                      |
| ---------- | ------------------------------------------- | ---------------------- | ------------------------------------------ |
| 1982, 1983 | Hangin' In                                  | Tanya / Joan           | 2 episodios                                |
| 1993       | Street Legal                                | Dra. Helen Ruth        | Episodio: "Strange Bedfellows"             |
| 1993       | Romeo & Juliet                              | Ciudadana de Verona    | Película de televisión                     |
| 1994       | The Babymaker: The Dr. Cecil Jacobson Story | Técnica de laboratorio | Película de televisión                     |
| 1995–1996  | Side Effects                                | Dra. Currie            | 4 episodios                                |
| 1997       | Rumbo al Sur                                | Candace Madison        | Episodio: "Seeing Is Believing"            |
| 1999       | Night Man                                   | Ally Cooper            | Episodio: "Love and Death"                 |
| 1999       | Poltergeist: The Legacy                     | Madame Claire          | Episodio: "The Possession"                 |
| 1999       | Atomic Train                                | Christina Roselli      | 2 episodios                                |
| 1999       | A Murder on Shadow Mountain                 | Daws                   | Película de televisión                     |
| 1999       | Strange Justice                             | Elaine                 | Película de televisión                     |
| 2000       | Deliberate Intent                           | Elaine                 | Película de televisión                     |
| 2002       | The Glow                                    | Catherine              | Película de televisión                     |
| 2002       | The Rats                                    | Doctora                | Película de televisión                     |
| 2003, 2004 | Train 48                                    | Simone                 | 2 episodios                                |
| 2003–2004  | Blue Murder                                 | Dr. Rollins            | 5 episodios                                |
| 2004       | Chasing Freedom                             | Ruth                   | Película de televisión                     |
| 2004       | Crown Heights                               | Mrs Moses              | Película de televisión                     |
| 2004       | Reversible Errors                           | Genevieve Carriere     | Película de televisión                     |
| 2004–2006  | This Is Wonderland                          | Zona Robinson          | 34 episodios                               |
| 2006       | Doomstown                                   | Pat Barrows            | Película de televisión                     |
| 2006       | Why I Wore Lipstick to My Mastectomy        | Dr. Crone              | Película de televisión                     |
| 2007       | They Come Back                              | Naketha                | Película de televisión                     |
| 2007–2009  | The Best Years                              | Srta. Dymond           | 6 episodios                                |
| 2008       | A Raisin in the Sun                         | Miss Tilly             | Película de televisión                     |
| 2009       | The Line                                    | Karen                  | 15 episodios                               |
| 2011       | XIII: The Series                            | Detective Pullan       | Episodio: "Training Camp"                  |
| 2012       | The Listener                                | Rita Bello             | Episodio: "The Taking"                     |
| 2013       | Republic of Doyle                           | Sarah                  | 2 episodios                                |
| 2013       | Saving Hope                                 | Escolta de prisioneros | Episodio: "The Face of the Giant Panda"    |
| 2013       | Suits                                       | Pearl Atkins           | 3 episodios                                |
| 2014       | Working the Engels                          | Mavis                  | Episodio: "The Crazy Family"               |
| 2014       | Hemlock Grove                               | Frieda                 | 2 episodios                                |
| 2015       | Remedy                                      | Leona                  | 2 episodios                                |
| 2017       | Private Eyes                                | Dra. Thomas            | Episodio: "Between a Doc and a Hard Place" |
| 2017       | Killjoys                                    | Zia Seyah Traclus      | Episodio: "Necropolis Now"                 |
| 2018       | In Contempt                                 | Earliene Walker        | Episodio: "Combat by Agreement"            |
| 2018       | The Expanse                                 | Capitana Chandra Lucas | 2 episodios                                |
| 2018       | Anne with an E                              | Hazel                  | 2 episodios                                |
| 2019       | Ransom                                      | Francine Weaver        | Episodio: "Truth & Reconciliation"         |
| 2020       | Spinning Out                                | Camille                | Episodio: "Healing Times May Vary"         |
| 2020       | Nurses                                      | Sra. Richie            | Episodio: "Incoming"                       |
| 2021       | Coroner                                     | Olivia Rice            | Episodio: "Blue Flock"                     |
| 2021       | The Republic of Sarah                       | Edna                   | 2 episodios                                |
| 2021       | Y: The Last Man                             | General Peggy Reed     | 6 episodios                                |
| 2022       | Good Sam                                    | Dra. Rhonda Glass      | 7 episodios                                |
| 2022       | Swindler Seduction                          | Francie                | Película de televisión                     |
| 2023       | Work It Out Wombats!                        | Abuela Super (voz)     | Protagonista                               |
| 2023       | Titanes                                     | Roberta                | Episodio: "Caul's Folly"                   |